# エアプサン
エアプサン（朝: 에어부산, 英: Air Busan）は、韓国の格安航空会社。釜山を拠点とし、アシアナ航空の系列会社である。

## 概要
2007年12月にアシアナ航空が46%、釜山市が5%、釜山市の主要企業14社が49%の出資によって設立された。
2008年5月13日に定期運送事業免許を申請し、同年6月11日に取得した。
2008年10月27日に釜山 - ソウル/金浦線に初就航し。12月1日には、釜山 - 済州線にも就航開始した。
同社の新規就航路線は、既存のアシアナ航空が撤退し、全ての便をコードシェア便（共同運航便）としている（一方、大韓航空系のジンエアーではこのようなことは行われていない）。アシアナ航空が運航していた時期よりも搭乗率は増加している。2010年、釜山 - 大阪/関西、福岡線を相次いで就航。同年7月からは東京/成田線にチャーター便が就航開始した。

## 歴史
- 2007年
  - 7月 : 釜山航空設立推進委員会 発足
  - 8月 : 株式会社釜山国際航空として設立
- 2008年
  - 2月 : エアプサン株式会社に社名変更。アシアナ航空、釜山市と投資協約締結
  - 4月 : 航空機導入協約締結（ボーイング737型機 5機）
  - 6月11日 : 定期運送事業免許を取得
  - 10月27日 : ホームページ及び予約センター開設、ソウル市及び済州国際空港にサービス支店開設、釜山 - ソウル/金浦線（1日9便）就航開始
  - 12月1日 : 釜山 - 済州線 就航開始
- 2009年
  - 3月 : 釜山 - ソウル/金浦線（1日9便→1日14便）増便
  - 6月 : 釜山 - 済州線（1日10便）、釜山 - ソウル/金浦線（1日14便→1日15便）それぞれ増便
  - 8月 : 釜山商工会議所と業務協約締結
- 2010年
  - 2月 : 航空機1機追加導入（ボーイング737型機）
  - 3月29日 : 釜山 - 福岡線 就航開始（同社初の日本路線）
  - 4月26日 : 釜山 - 大阪/関西線 就航開始
  - 7月 : 釜山 - 東京/成田線 就航開始（チャーター便）
  - 12月 : 釜山 - セブ線 就航開始（チャーター便）
- 2011年
  - 1月 : 釜山 - 台北/桃園線 就航開始
  - 3月 : 釜山 - セブ線、ソウル/金浦 - 済州線 就航開始
  - 5月 : 釜山 - 香港線 就航開始
  - 6月23日 : 釜山 - 東京/成田線 定期便化
- 2012年
  - 3月19日 : 釜山 - 青島線 就航開始
  - 7月 : 釜山 - マカオ線 就航開始
  - 9月28日 : 釜山 - 西安線 就航開始
  - 11月15日 : 釜山 - 大阪/関西線、福岡線（いずれも1日1便→1日2便）増便
  - 12月21日 : 釜山 - セブ線（週4便→1日1便）増便
- 2013年
  - 4月3日 : 釜山 - 西安線 就航開始
  - 11月6日 : 釜山 - シェムリアップ線 就航開始
  - 12月11日 : 釜山 - 高雄線 就航開始
- 2015年
  - 12月3日 : 釜山 - 札幌/新千歳線 就航開始
- 2016年
  - 6月24日 : 釜山 - ウランバートル線 就航開始[9]
  - 9月1日 : 大邱 - 福岡線 就航開始[10]
  - 12月23日 : 大邱 - 大阪/関西線、札幌/新千歳線 就航開始[11]
- 2017年
  - 6月8日 : 大邱 - 東京/成田線 就航開始[12]
- 2018年
  - 6月21日 : 釜山 - 名古屋/中部線 就航開始[13]。

## 就航都市
| エアプサン 就航都市（2025年4月現在） | エアプサン 就航都市（2025年4月現在） | エアプサン 就航都市（2025年4月現在） | エアプサン 就航都市（2025年4月現在） | エアプサン 就航都市（2025年4月現在） |
| ------------------------------------ | ------------------------------------ | ------------------------------------ | ------------------------------------ | ------------------------------------ |
| 国                                   | 都市                                 | 空港                                 | 備考                                 |                                      |
| 東アジア                             |                                      |                                      |                                      |                                      |
| 韓国                                 | 釜山                                 | 金海国際空港                         | メインハブ空港                       |                                      |
| 韓国                                 | ソウル                               | 金浦国際空港                         |                                      |                                      |
| 韓国                                 | ソウル                               | 仁川国際空港                         |                                      |                                      |
| 韓国                                 | 済州                                 | 済州国際空港                         |                                      |                                      |
| 日本                                 | 東京                                 | 成田国際空港                         |                                      |                                      |
| 日本                                 | 大阪                                 | 関西国際空港                         |                                      |                                      |
| 日本                                 | 札幌                                 | 新千歳空港                           |                                      |                                      |
| 日本                                 | 福岡                                 | 福岡空港                             |                                      |                                      |
| 日本                                 | 松山                                 | 松山空港                             |                                      |                                      |
| 中国                                 | 青島                                 | 青島流亭国際空港                     |                                      |                                      |
| 中国                                 | 西安                                 | 西安咸陽国際空港                     |                                      |                                      |
| 中国                                 | 張家界                               | 張家界荷花国際空港                   |                                      |                                      |
| 中国                                 | 三亜                                 | 三亜鳳凰国際空港                     |                                      |                                      |
| 中国                                 | 済南                                 | 済南遥墻国際空港                     |                                      |                                      |
| 中国                                 | 延吉                                 | 延吉朝陽川空港                       |                                      |                                      |
| 香港                                 | 香港                                 | 香港国際空港                         |                                      |                                      |
| マカオ                               | マカオ                               | マカオ国際空港                       |                                      |                                      |
| 中華民国                             | 台北                                 | 台湾桃園国際空港                     |                                      |                                      |
| 中華民国                             | 高雄                                 | 高雄小港国際空港                     |                                      |                                      |
| モンゴル                             | ウランバートル                       | チンギスハーン国際空港               |                                      |                                      |
| 南東アジア                           |                                      |                                      |                                      |                                      |
| フィリピン                           | セブ                                 | マクタン・セブ国際空港               |                                      |                                      |
| ベトナム                             | ダナン                               | ダナン国際空港                       |                                      |                                      |
| カンボジア                           | シェムリアップ                       | シェムリアップ国際空港               |                                      |                                      |
| オセアニア                           |                                      |                                      |                                      |                                      |
| グアム                               | グアム                               | グアム国際空港                       |                                      |                                      |

## 日本との関係
| 便名      | 路線 | 路線      | 機材                          | コード シェア |
| --------- | ---- | --------- | ----------------------------- | ------------- |
| BX163/164 | 仁川 | 東京/成田 | エアバスA321                  |               |
| BX165/166 | 仁川 | 東京/成田 | エアバスA321                  |               |
| BX171/172 | 仁川 | 大阪/関西 | エアバスA321                  |               |
| BX173/174 | 仁川 | 大阪/関西 | エアバスA321                  |               |
| BX175/176 | 仁川 | 大阪/関西 | エアバスA321                  |               |
| BX155/156 | 仁川 | 福岡      | エアバスA321                  |               |
| BX157/158 | 仁川 | 福岡      | エアバスA321                  |               |
| BX111/112 | 釜山 | 東京/成田 | - エアバスA320 - エアバスA321 | OZ            |
| BX121/122 | 釜山 | 大阪/関西 | - エアバスA320 - エアバスA321 | OZ            |
| BX123/124 | 釜山 | 大阪/関西 | - エアバスA320 - エアバスA321 | OZ            |
| BX125/126 | 釜山 | 大阪/関西 | - エアバスA320 - エアバスA321 | OZ            |
| BX181/182 | 釜山 | 新千歳    | - エアバスA320 - エアバスA321 | OZ            |
| BX133/134 | 釜山 | 松山      | - エアバスA320 - エアバスA321 | OZ            |
| BX147/148 | 釜山 | 福岡      | - エアバスA320 - エアバスA321 | OZ            |
| BX141/142 | 釜山 | 福岡      | エアバスA321                  | OZ            |
| BX143/144 | 釜山 | 福岡      | エアバスA321                  | OZ            |
| BX145/146 | 釜山 | 福岡      | エアバスA321                  | OZ            |

## 保有機材
| 機種            | 保有数 |
| --------------- | ------ |
| エアバスA320    | 6      |
| エアバスA321    | 9      |
| エアバスA321neo | 8      |
| 合計            | 23     |

## サービスの特徴
- 格安航空会社ではあるが、機内食を無料で提供していた[14]（短距離路線を除く）が、2019年4月1日よりすべての路線で機内食・飲料（水を含む）が有料販売に変更された[15]。

## 事故・インシデント
2010年12月16日午前11時30分頃、福岡空港で釜山行きBX141便が管制の指示に反して滑走路に進入したため、滑走路手前約5.6kmまで接近中だった仙台発日本航空3530便が着陸を中止する事象が発生。乗客・乗員にけがはなく、日本航空機は着陸をやり直した。
2025年1月28日、釜山の金海国際空港で、香港行きの391便が離陸直前に炎上する事故が発生した。乗員乗客176人が全員脱出し、3人が負傷したが死者は出なかった。